# 学校法人国本学園
学校法人国本学園（がっこうほうじんくにもとがくえん）は、東京都世田谷区に本部を置く私立の学校法人。

## 沿革
- 1942年（昭和17年）
  - 4月11日 - 國本高等女學校第一回入学式挙行（狛江小学校において）
  - 10月12日 - 校舎が現在地・喜多見に完成
- 1947年（昭和22年）2月4日 - 学制改革により国本女子中学校認可
- 1948年（昭和23年）3月10日 - 学制改革により国本女子高等学校認可
- 1953年（昭和28年）3月10日 - 幼稚園認可、施設増築
- 1954年（昭和29年）1月9日 - 小学校認可、校舎新築
- 1958年（昭和33年）3月11日 - 幼稚園園舎落成
- 1981年（昭和56年）10月22日 - 40周年記念式典、新校舎落成式
- 1988年（昭和62年）4月 - 町田キャンパス開校
- 1993年（平成5年）4月 - 桂由美デザインによる新制服を採用
- 1995年（平成7年）4月 - 有木メモリアルホール落成
- 1999年（平成11年）4月 - 町田キャンパス新教室棟落成
- 2016年（平成28年） - 町田キャンパス閉校

## 設置校
- 国本幼稚園
- 国本小学校
- 国本女子中学校・高等学校